# Norfolk (Virginie)
Norfolk je nezávislé město v americkém státě Virginie. S počtem obyvatel 238 005 dle sčítání obyvatel z roku 2020 byl, po Virginia Beach a Chesapeaku, třetím největším městem tohoto unijního státu a devadesátým šestým nejlidnatějším ve Spojených státech. Jde o důležitý vojenský přístav, který je v provozu od roku 1917.
Nachází se ve středu metropolitní oblasti Hampton Roads, která byla pojmenována po stejnojmenném přírodním přístavu (kotvišti) v zálivu Chesapeake Bay. Jde o jedno z 9 měst, které vytváří celou metropolitní oblast oficiálně známou jako Virginia Beach-Norfolk-Newport News, VA-NC MSA. Na západě ji ohraničuje řeka Elizabeth River a na severu pak záliv Chesapeake Bay. Sousedí s dalším městy, na jihu s Chesapeake a na východě pak s městem Virginia Beach.
Norfolk patří mezi nejstarší města v oblasti Hampton Roads, je považován za historické, urbanistické, finanční, obchodní a kulturní středisko celého zdejšího regionu.
Jde také o strategický dopravní a vojenský uzel. Nalézá se zde největší vojenský přístav svého druhu na světě Naval Station Norfolk i sídlo obrany NATO. Nachází se zde i velký obchodní přístav, který je znám, mimo jiné, jako jedno z největších světových překladišť pro transport uhlí, které je těženo Apalačských horách v Kentucky a v Západní Virginii, dováženo je sem po železnici a odtud pak loděmi dopravováno do Nové Anglie, Evropy i Asie. Sídlí zde také jedna z hlavních železničních společností v USA Norfolk Southern Railway a společnost Maersk Line Limited, což je americká dceřiná společnost světoznámého dánského koncernu A.P. Moller - Maersk Group, která provozuje největší soukromou flotilu plavidel ve Spojených státech amerických. Své hlavní severoamerické pobočky zde mají i další významní světoví lodní dopravci, například izraelská Zim Integrated Shipping Services nebo francouzská CMA CGM.
Město je obklopeno z velké části vodou Atlantského oceánu a zdejší pobřeží je velmi rozlehlé a členité, kromě toho se zde nachází řada menších kanálů a průplavů.
S ostatními městy v okolí je Norfolk propojen i rozsáhlou dálniční a silniční sítí, která je kvůli jeho poloostrovní poloze vedena přes množství mostů a prochází skrz řadu tunelů.

## Slavní rodáci
- Joseph J. Roberts (1809–1876), liberijský politik amerického původu, 1. prezident Liberijské republiky v letech 1848–1856 a znovu 1872–1876
- Clarence Clemons (1942–2011), americký saxofonista, zpěvák, hudební skladatel a herec, člen skupiny E Street Band Bruce Springsteena
- Steve Bannon (* 1953), americký podnikatel a politik
- Jake E. Lee (* 1957), americký kytarista
- Scott Travis (* 1961), americký bubeník britské heavymetalové skupiny Judas Priest, irské hardrockové skupiny Thin Lizzy a americké superskupiny Elegant Weapons.
- Timbaland (* 1971), americký hudební skladatel, producent a rapper
- Patrick Wilson (* 1973), americký herec a zpěvák
- Grant Gustin (* 1990), americký herec a zpěvák